# Mireya Véliz
Herminia del Carmen Velis Aciares, conocida artísticamente como Mireya Véliz o Mirella Véliz (Vallenar, 6 de marzo de 1915 - Santiago, 5 de septiembre de 2013),  fue una actriz, directora y dramaturga chilena, conocida por haber aparecido en algunas de las más notables obras de Vicente Sabatini.

## Biografía
Nacida en Vallenar, es la mayor de dos hermanos y entró a estudiar Derecho en la Universidad de Chile. En 1938 debutó profesionalmente con una versión de "Bodas de sangre" de la compañía de Alejandro Flores Pinaud y, más tarde, se integró al Teatro de Ensayo de la UC. Véliz fue una de las primeras actrices en trabajar ante las cámaras televisivas en Chile. Su debut fue a principios de los años 1960, en los teleteatros que Hugo Miller dirigía para Canal 13. En esa época, era una mujer inquieta que durante siete años había escrito, dirigido y montado con éxito obras para público infantil. Luego pasó a la planta del Teatro Ensayo, una de las dos grandes compañías universitarias del país. También escribía radioteatros y grababa en la embajada estadounidense para el programa La Voz de América.
Véliz participó en producción original del musical “La pérgola de las flores”, de Isidora Aguirre, y en 1960 recorrió Europa, interpretando a una florista de la Alameda.
Durante su carrera actoral, se dedicó a participar en cine y en las grandes telenovelas del director Vicente Sabatini, mientras que en el cine es recordada por su personaje en El Chacotero Sentimental (1999).
En 2003 fue candidata para obtener el Premio Nacional de Artes de la Representación y Audiovisuales de Chile.
Su última actuación la realizó en Infiltradas (2011) de Chilevisión.
Falleció por causas naturales a los 98 años de edad, el 5 de septiembre de 2013, con una trayectoria de 73 años de carrera artística. Véliz es una de las actrices más longevas de Chile junto a Bélgica Castro.

## Filmografía
| Año  | Película                  | Rol                 | Director               |
| ---- | ------------------------- | ------------------- | ---------------------- |
| 1946 | El padre Pitillo          | Beata parlanchina   | Roberto Del Ribón      |
| 1947 | La dama de las camelias   |                     | José Bohr              |
| 1947 | Encrucijada               | Oritia              | Patricio Kaulen        |
| 1964 | El burócrata González     | Regina              | Tito Davison           |
| 1970 | La casa en que vivimos    | Amiga de la familia | Patricio Kaulen        |
| 1970 | Prohibido pisar las nubes | Eva                 | Naum Kramarenco        |
| 1990 | Caluga o menta            | Anciana             | Gonzalo Justiniano     |
| 1999 | El chacotero sentimental  | Abuela Tota         | Cristián Galaz         |
| 1999 | Tuve un sueño contigo     | Mujer del salón     | Gonzalo Justiniano     |
| 2002 | Fragmentos urbanos        | Empleada            | Marco Enríquez-Ominami |
| 2004 | Cachimba                  | Doña María          | Silvio Caiozzi         |

## Televisión
| Año  | Título                   | Papel             | Notas            |
| ---- | ------------------------ | ----------------- | ---------------- |
| 1971 | La pendiente             | —                 | Elenco principal |
| 1977 | Padre Gallo              | Gladys            | Elenco principal |
| 1981 | La madrastra             | María             | ¿? episodios     |
| 1981 | Villa Los Aromos         | Herminia          | ¿? episodios     |
| 1982 | De cara al mañana        | Ester             | Elenco principal |
| 1982 | Bienvenido Hermano Andes | Francisca         | Elenco principal |
| 1983 | Las herederas            | Zeta Lara         | ¿? episodios     |
| 1984 | La torre 10              | —                 | ¿? episodios     |
| 1984 | Andrea                   | —                 | ¿? episodios     |
| 1985 | La trampa                | María             | Elenco principal |
| 1986 | La dama del balcón       | Asunta            | ¿? episodios     |
| 1987 | La última cruz           | Emilia            | ¿? episodios     |
| 1989 | A la sombra del ángel    | Berta Constanzo   | Elenco principal |
| 1990 | El milagro de vivir      | Antonieta García  | Elenco principal |
| 1990 | Acércate más             | Tita              | Elenco principal |
| 1992 | Trampas y caretas        | Adela Quiñones    | Elenco principal |
| 1993 | Jaque mate               | Amalia Rodríguez  | Elenco principal |
| 1993 | Marron glacé             | Margarita         | ¿? episodios     |
| 1994 | Rompecorazón             | Sara Vargas       | Elenco principal |
| 1995 | Estúpido cupido          | Hermana Guadalupe | Elenco principal |
| 1995 | Juegos de fuego          | Raquel            | ¿? episodios     |
| 1996 | Sucupira                 | Hilda Moya        | Elenco principal |
| 1996 | Adrenalina               | Agustina          | ¿? episodios     |
| 1997 | Oro verde                | Guadalupe Flores  | Elenco principal |
| 1997 | Eclipse de luna          | Herminia          | ¿? episodios     |
| 1998 | Iorana                   | Nua Eva           | Elenco principal |
| 1999 | La Fiera                 | Cora Faúndez      | Elenco principal |
| 2000 | Romané                   | Inés Suárez       | Elenco principal |
| 2001 | Pampa Ilusión            | Bristela Monardes | Elenco principal |
| 2002 | El circo de las Montini  | Rebeca Rubio      | Elenco principal |
| 2003 | Puertas adentro          | Lourdes Rojas     | Elenco principal |
| 2004 | Los Pincheira            | Clementina Pérez  | Elenco principal |
| 2005 | Los Capo                 | Etelvina Beltrán  | Elenco principal |
| 2005 | Entre medias             | —                 | 1 episodio       |
| 2006 | Cómplices                | Dora Lizana       | 1 episodio       |
| 2007 | Corazón de María         | Modesta Ceballos  | ¿? episodios     |
| 2011 | Infiltradas              | Luisa Ballesteros | 4 episodios      |

| Año  | Título                     | Papel         | Notas                            |
| ---- | -------------------------- | ------------- | -------------------------------- |
| 1964 | Su majestad, el niño       | Suegra        | Elenco principal                 |
| 1975 | La pérgola de la flores    | Peluquera     | Elenco principal                 |
| 1982 | Una familia feliz          | Mireya        | 3 episodios                      |
| 1989 | Teresa de los Andes        | María Cáceres | Elenco principal                 |
| 1990 | Crónica de un hombre santo | Señora        | 3 episodios                      |
| 1998 | Sucupira, la comedia       | Hilda Moya    | Elenco principal                 |
| 2000 | La otra cara del espejo    | Vagabunda     | Episodio: La hora de tu muerte   |
| 2000 | Gracias por la vida        | Abuela        | Episodio: Olga                   |
| 2002 | La vida es una lotería     | Corina        | Episodio: Hermanas               |
| 2004 | El cuento del tío          | Herminia      | Episodio: El perro del hortelano |
| 2005 | El cuento del tío          | Eduvijes      | Episodio: El infarto             |
| 2005 | La Nany                    | Eloísa        | Episodio: La abuela de Max       |
| 2008 | El día menos pensado       | Carmen        | Episodio: El descanso            |

#### Publicidad
| Año  | Spot                | Rol        |
| ---- | ------------------- | ---------- |
| 1996 | Mayonesa Hellmann's | Ella misma |

## Teatro
- 1938: Bodas de sangre
- 1957: Manuel Rodríguez
- 1960: La pérgola de las flores
- 1962: Dionisio
- 1963: La princesa Panchita
- 1972: Alzame en tus brazos
- 1973: Almas perdidas
- Casa de luna
- 1983: El Botín
- 1987: Su lado flaco
- 1987: El pueblo del mal amor
- 1988: La nona

## Radio
- Las tardes infantiles de la tía Mireya (radio Prats) - Conductora.

## Revistas
- 1966: Arsénico y encaje antiguo